# 烏查里
烏查里（Wuchale 或 Uccialli）是埃塞俄比亞北部阿姆哈拉州南沃洛地區的小鎮，位於德西以北40公里，座標11°30′N 39°36′E / 11.500°N 39.600°E，海拔1,711米。根據埃塞俄比亞中央統計局2005年人口普查的資料，烏查里人口約6,811，其中男性3,326人，女性3,485人。